# Tôn Nho
Tôn Nho (giản thể: 孙儒; phồn thể: 孫儒; bính âm: Sūn Rú, ? - 3 tháng 7 năm 892), là một quân phiệt vào cuối thời nhà Đường. Thoạt đầu, ông là một tướng lĩnh dưới quyền phản tướng Tần Tông Quyền, sau khi Tần Tông Quyền bị đánh bại thì ông quay sang quy phục triều đình Đường trên danh nghĩa, tranh giành quyền kiểm soát khu vực trung hạ du Trường Giang với Dương Hành Mật. Cuối cùng, ông bị Dương Hành Mật đánh bại và xử tử, thuộc hạ của ông là Mã Ân sau đó lập ra nước Sở thời Ngũ Đại Thập Quốc.

## Phụng sự Tần Tông Quyền
Tôn Nho là người Hà Nam, từng là bì hiệu tại Trung Vũ quân, thân thiết với Lưu Kiến Phong (劉建鋒). Sau đó, trong cuộc nổi dậy của Hoàng Sào, Tôn Nho là đô tướng của Tần Tông Quyền.
Năm 884, Hoàng Sào bị tiêu diệt, song Tần Tông Quyền vẫn tiếp tục chống đối triều đình. Cuối năm 884, Tần Tông Quyền khiển một số bộ tướng tiến công hay thôn tính các lãnh thổ xung quanh. Trong chiến dịch của Tần Tông Quyền, Tôn Nho công chiếm Lạc Dương, Mạnh châu, Thiểm châu, và Quắc châu. Tuy nhiên, vào mùa xuân năm 885, ông lại phải giao chiến với Đông Đô lưu thủ Lý Hãn Chi (李罕之) để kiểm soát Lạc Dương. Lý Hãn Chi thoạt đầu từ bỏ Lạc Dương sau khi cạn nguồn lương thực, song Tôn Nho chỉ chiếm cứ Lạc Dương trong khoảng 1 tháng, sau đó ông đốt các cung điện, công thự và nhà cửa, rời khỏi Lạc Dương sau khi cướp phá, Lý Hãn Chi tái chiếm Lạc Dương.
Vào cuối năm 886, Tần Tông Quyền khiển Tôn Nho đem quân đi tiến công Trịnh châu, Tôn Nho buộc Trịnh châu thứ sử Lý Phan (李璠) phải chạy đến Đại Lương- thuộc lãnh địa của tiết độ sứ Chu Toàn Trung. Tôn Nho sau đó tiến công và chiếm được Hà Dương, buộc Hà Dương lưu hậu Gia Cát Trọng Phương (諸葛仲方) cũng phải chạy đến Đại Lương. Tôn Nho tự xưng là Hà Dương tiết độ sứ, song các tướng Đường là Trương Toàn Nghĩa (張全義) và Lý Phan liên kết với nhau và đóng quân tại Hoài châu  và Trạch châu, tiếp tục kháng cự Tôn Nho.
Vào mùa hè năm 887, Tần Tông Quyền tập hợp binh lính nhằm tiêu diệt Chu Toàn Trung, song bại trận trước liên quân Chu Toàn Trung-Chu Tuyên-Chu Cẩn. Khi hay tin Tần Tông Quyền chiến bại, hầu hết các bộ tướng mà ông ta khiển đi các khu vực xung quanh đều rời bỏ vị trí và chạy trốn. Tôn Nho cũng từ bỏ Hà Dương, theo ghi chép thì ông tiến hành đồ sát người dân và đốt cháy nhà cửa của họ, sau đó Hà Dương do Lý Phan và Trương Toàn Nghĩa cùng kiểm soát.

## Chiếm Dương châu
Vào mùa thu năm 887, do Hoài Nam quân có nội chiến giữa tiết độ sứ Cao Biền và các thuộc hạ Lã Dụng Chi, Tần Ngạn, Dương Hành Mật, và Tất Sư Đạc, kết quả là Dương Hành Mật chiếm được Dương châu (揚州). Tần Tông Quyền khiển đệ là Tần Tông Hành (秦宗衡) và Tôn Nho tiến về đông nam để giành Hoài Nam từ tay Dương Hành Mật. (Cũng với các bộ tướng Lưu Kiến Phong, Trương Cát (張佶), Mã Ân, và Tần Ngạn Huy (秦彥暉)). Họ nhanh chóng tiến về Dương châu và đoạt được nguồn lương thực mà Dương Hành Mật đem đến Dương châu khi bao vây Tần Ngạn và Tất Sư Đạc, tiến hành bao vây Dương châu. Tuy nhiên, do Tần Tông Quyền trước đó chiến bại trước Chu Toàn Trung, Tần Tông Hành nhận được lệnh phải trở về Thái châu để cứu viện. Tôn Nho cho rằng Tần Tông Quyền sắp thất bại, vì thế từ chối tuân lệnh, sau khi Tần Tông Hành ban thêm các mệnh lệnh chuẩn bị rút quân, Tôn Nho quyết định giết Tần Tông Hành và đoạt lấy quyền chỉ huy binh sĩ. Bộ tướng của Tần Tông Hành là An Nhân Nghĩa (安仁義) quyết định quy phục Dương Hành Mật.
Tôn Nho mời Tần Ngạn và Tất Sư Đạc hợp binh, hai người này chấp thuận. Liên quân công chiếm Cao Bưu, buộc đồng minh của Dương Hành Mật là Trương Thần Kiếm (張神劍) phải chạy trốn đến chỗ Dương Hành Mật. Tuy nhiên, Tôn Nho bắt đầu tước đi binh quyền của Tần Ngạn và Tất Sư Đạc, vào mùa xuân năm 888, Tôn Nho tin vào cáo buộc của phó tướng Đường Hồng (唐宏) rằng Tần Ngạn và Tất Sư Đạc đề nghị Chu Toàn Trung tiến công Tôn Nho, quyết định xử tử Tần Ngạn và Tất Sư Đạc. Trong khi đó, Dương Hành Mật cho rằng lúc này không thể tranh giành Dương châu với Tôn Nho, vì thế bắt đầu chuyển quân về lại căn cứ ở Lư châu, và đến khi Tôn Nho tiến công Dương châu vào mùa hè năm 888, ông dễ dàng chiếm được thành do Dương Hành Mật chạy trốn. Tôn Nho sau đó tự xưng là Hoài Nam tiết độ sứ.

## Tiếp tục giao chiến với Dương Hành Mật
Dương Hành Mật không trở về Lư châu mà công chiếm Tuyên châu, thủ phủ của Tuyên Thiệp; sau đó được Đường Chiêu Tông bổ nhiệm là Tuyên Thiệp quan sát sứ. Tôn Nho tiến công Lư châu, Thái Trù (蔡儔) đầu hàng. Vào cuối năm 889, Hoài Nam tiết độ sứ do triều đình bổ nhiệm là Chu Toàn Trung, khiển bộ tướng Bàng Sư Cổ (龐師古) tiến công Hoài Nam, song sau khi chiến bại trước Tôn Nho vào mùa xuân năm 890 tại Lăng Đình, Bàng Sư Cổ triệt thoái. Lo sợ Chu Toàn Trung và Dương Hành Mật hợp binh tiến công, Tôn Nho cầu hòa với Chu Toàn Trung, và Chu Toàn Trung thoạt đầu chấp thuận; theo tiến cử của Chu Toàn Trung, Đường Chiêu Tông cho Tôn Nho làm Hoài Nam tiết độ sứ, song ngay sau đó, Chu Toàn Trung cắt đứt quan hệ và sát hại sứ giả của Tôn Nho.
Tại thời điểm này, Dương Hành Mật vẫn nắm giữ một số châu ở phía đông nam của Dương châu: Thường châu, Nhuận châu, và Tô châu. Vào mùa thu năm 890, trong khi bản thân đang tiến công Nhuận châu, Tôn Nho lệnh cho Lưu Kiến Phong công chiếm Thường châu, giết thuộc hạ của Dương Hành Mật là Trương Hành Chu (張行周). Khoảng tết năm 891, Tôn Nho đoạt lấy Tô châu và giết chết thuộc hạ của Dương Hành Mật là Lý Hữu (李友). Khi hay tin Tô châu thất thủ, An Nhân Nghĩa bỏ Nhuận châu, toàn bộ khu vực về tay Tôn Nho.
Vào mùa xuân năm 891, Tôn Nho tiếp tục chiến dịch chống Dương Hành Mật, tiến gần hơn tới Tuyên châu và nhiều lần đánh bại An Nhân Nghĩa và Điền Quân (田頵), song bị Lý Thần Phúc (李神福) cản trở trong một thời gian ngắn. Tôn Nho tiến đến Hoàng Trì, quân của Dương Hành Mật dưới quyền chỉ huy của Lưu Uy (劉威) và Chu Diên Thọ (朱延壽) chiến bại khi tiến công Tô Nho tại đây. Tuy nhiên, vào mùa hè năm 891, lũ lụt tàn phá nặng nề doanh trại của Tôn Nho, vì thế ông phải triệt thoái về Dương châu. Tuy nhiên, ông vẫn khiển bộ tướng Khang Vưởng (康暀) và An Cảnh Tư (安景思) công chiếm Hòa châu và Trừ châu. Tuy nhiên, sau đó Lý Thần Phúc phản công và tái chiếm hai châu này.
Đúng như Tôn Nho từng lo sợ, Chu Toàn Trung và Dương Hành Mật liên kết chống lại ông, song vào lúc này, do giành được nhiều thắng lợi, ông quyết định tiêu diệt Dương Hành Mật trước, rồi sau đó tiến về phía bắc đánh Chu Toàn Trung. Tôn Nho cho đốt phá Dương châu, buộc những người trưởng thành phải vượt Trường Giang sang bờ nam, đồ sát những người lớn tuổi và trẻ nhỏ, đem toàn quân tiến về Tuyên châu. Dương Hành Mật khiển Trương Huấn (張訓) và Lý Đức Thành (李德誠) tiếp quản Dương châu, còn bản thân cố gắng chặn Tôn Nho tại Quảng Đức, song Tôn Nho lại cho bao vây doanh trại của Dương Hành Mật; nhờ có Lý Giản (李簡) mà Dương Hành Mật mới thoát khỏi vòng vây. Trong khi đó, một quân phiệt khác là Tiền Lưu lúc này đang kiểm soát khu vực Hàng châu, ông ta đoạt lấy Tô châu và gửi lương thực cứu viện cho Dương Hành Mật. Dương Hành Mật thấy quân của Tôn Nho đông hơn nhiều thì lo sợ, định từ bỏ Tuyên châu vào mùa xuân năm 892. Tuy nhiên, sau đó Dương Hành Mật đổi ý, quyết định cố thủ Tuyên châu để đợi đến khi quân của Tôn Nho bị hao mòn. Hơn nữa, Dương Hành Mật còn cho đưa những người tị nạn Dương châu hồi hương, mục đích là để khiến các binh sĩ của Tôn Nho dao động vì tiếc nuối khi trước từng từ bỏ Dương châu.
Tôn Nho bao vây Tuyên châu, song do ông tập trung toàn bộ binh lính tại Tuyên châu, bộ tướng của Dương Hành Mật tái chiếm Thường châu và Nhuận châu. Sau đó, Dương Hành Mật liên tiếp đánh bại Tôn Nho, còn Trương Huấn thì cắt đứt tuyến đường cung cấp lương thực của Tôn Nho. Tôn Nho buộc phải khiển Lưu Kiến Phong và Mã Ân đem một số binh lính đi cướp bóc lương thực ở các khu vực xung quanh. Vào mùa hè năm 892, sau khi Tôn Nho bị sốt rét và tin tức này đến chỗ Dương Hành Mật, Dương Hành Mật phát động tập kích doanh trại của Tôn Nho. Vào ngày 3 tháng 7, vào lúc mưa lớn và bầu trời u ám, Dương Hành Mật tiêu diệt quân của Tôn Nho. Điền Quân bắt được Tôn Nho, ông bị Dương Hành Mật xử trảm, thủ cấp bị đưa đến kinh sư Trường An. Lưu Kiến Phong và Mã Ân hay tin chủ tướng thất bại thì đem tàn quân chạy về phía nam, đến Hồng châu, Dương Hành Mật chiếm được toàn bộ Hoài Nam. Sau khi Mã Ân kiểm soát khu vực Hồ Nam, ông ta thượng biểu cho triều đình xin truy tặng cho Tôn Nho chức Tư đồ, truy phong Lạc An quận công, lập miếu thờ tự Tôn Nho.